# This Close
This Close è una serie televisiva statunitense, del 2018, creata da Shoshannah Stern.

## Trama
I due migliori amici, Kate e Miachael, che vivono tra le avventure e le disavventure a Los Angeles.

## Episodi
| Stagione         | Episodi | Prima TV USA | Prima TV Italia |
| ---------------- | ------- | ------------ | --------------- |
| Prima stagione   | 6       | 2018         | inedita         |
| Seconda stagione | 8       | 2019         | inedita         |

## Personaggi ed interpreti
- Kate interpretata da Shoshannah Stern
- Michael interpretato da Joshua Feldman
- Ben Genovese interpretato da Nyle DiMarco
- Craig interpretato da CJ Jones
- Annie interpretata da Marlee Matlin

## Produzione
La serie è creata nel 2018 dall'attrice sorda Shoshannah Stern. La serie è recitata dagli attori sordi.
In Italia la serie è inedita.